# Маэлья, Мариано Сальвадор
Мариано Сальвадор Маэлья Перес (исп. Mariano Salvador Maella Pérez; 21 августа 1739[…], Валенсия — 10 мая 1819[…], Мадрид) — испанский художник. 

## Биография
Родился в 1739 году в Валенсии в семье малоизвестного художника. Начал обучение под руководством отца, однако уже в 11 лет был отправлен в Мадрид, где был отдан в ученики к скульптору Фелипе де Кастро. В дальнейшем поступил в Королевскую академию изящных искусств Сан-Фернандо, где его учителем был Антонио Гонсалес Веласкес (которого не следует путать с великим Диего Веласкесом, жившим гораздо ранее), на дочери которого он позднее женился.
За время обучения в Академии Маэлья получил три премии. Прибавив к этому деньги, полученные от своей семье, он смог в 1757 году отправится в Рим, где провёл восемь лет и вернулся в Испанию с репутацией хорошо подготовленного живописца. Практически сразу по возвращении Маэлья был приглашён для участия в работах по реконструкции интерьеров Королевского дворца в Мадриде под руководством Рафаэля Менгса, в дальнейшем оказавшего значительное влияние на его художественную манеру. В 1772 году Маэлья создал цикл иллюстраций к новому изданию произведений Франсиско де Кеведо.
В 1774 году он получил звание придворного художника и в последующие годы создал множество портретов. Кроме того, он реставрировал и поновлял работы Хуана де Боргоньи в соборе Толедо, писал фрески в соборе Бурго-де-Осма и создавал эскизы для Королевской фабрики гобеленов. В 1795 году, после смерти Франсиско Байеу, маэлья стал ректором Королевской академии Сан-Фернандо, которую сам окончил, и занимал эту должность с 1795 по 1798 год.
В 1799 году Маэлья и молодой Франсиско Гойя были назначены главными придворными художниками. После падения режима короля Карла IV в 1808 году, Маэлья, не колеблясь, перешел на сторону нового правительства короля Хосе I (Жозефа Бонапарта). В конечном итоге это привело к завершению его карьеры. Когда французы были изгнаны из Испании, и на трон взошёл  король Фердинанд VII, Маэлья был обвинен в принадлежности к хосефинос (афрансесадос) и уволен в отставку с пенсией, составлявшей только пятую часть от жалования. В должности придворного художника его заменил Висенте Лопес Портанья, который был его учеником.
Маэлья скончался в возрасте 79 лет в 1819 году в Мадриде.

## Галерея

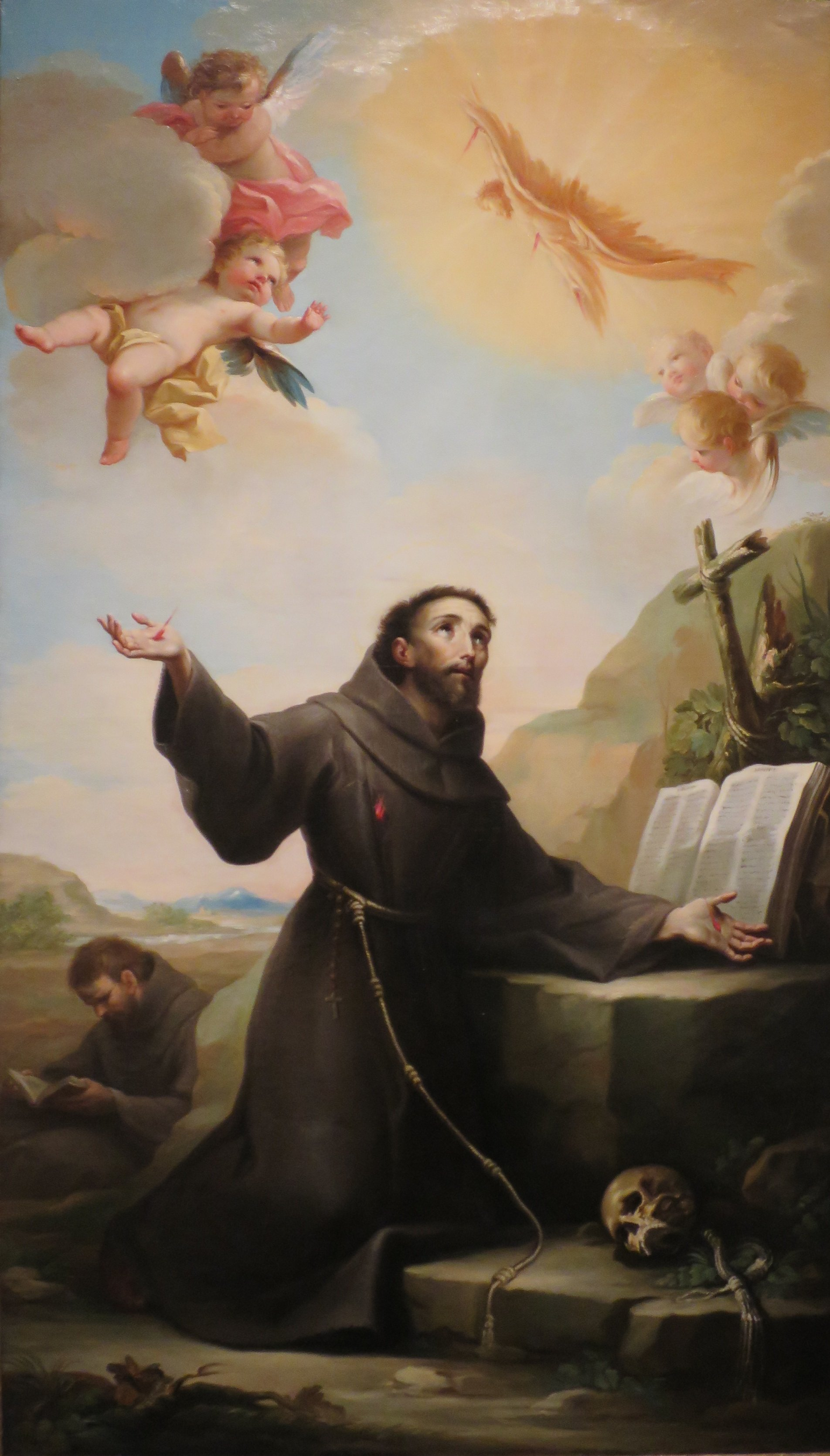
Святой Франциск Ассизский
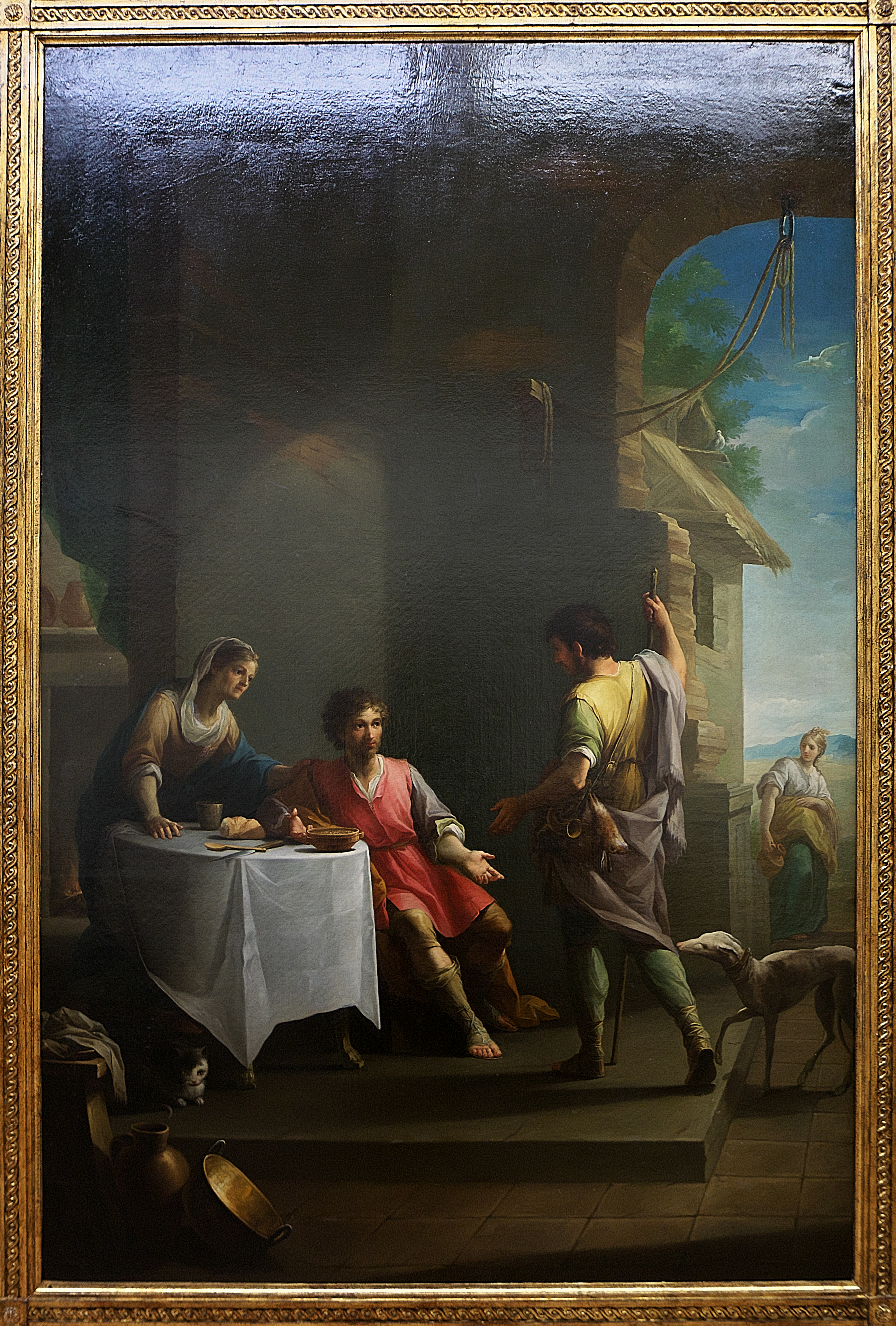
Исав продаёт Иакову первородство
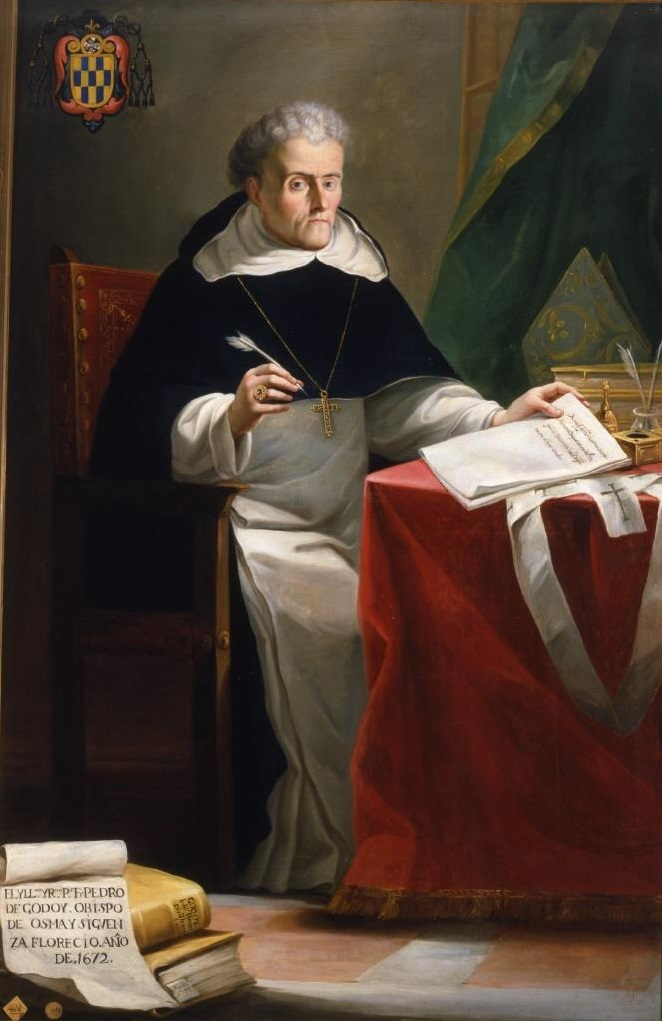
Католический епископ Педро Годой
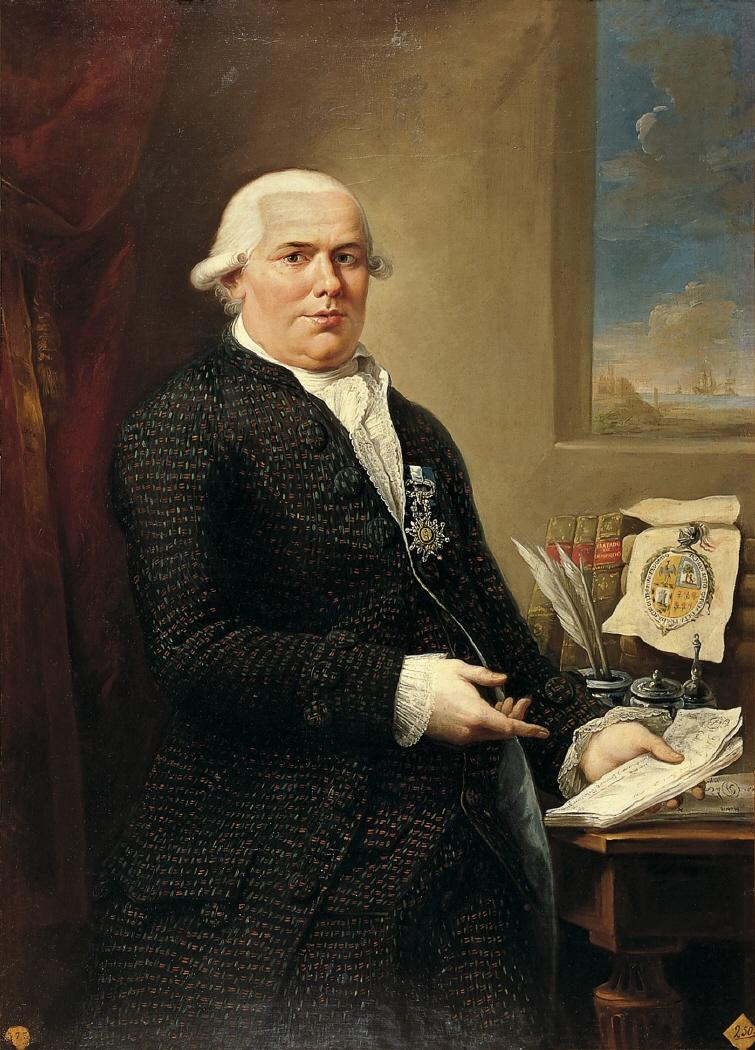
Портрет дворянина Хуана Сиксто Гарсия де ла Прадо
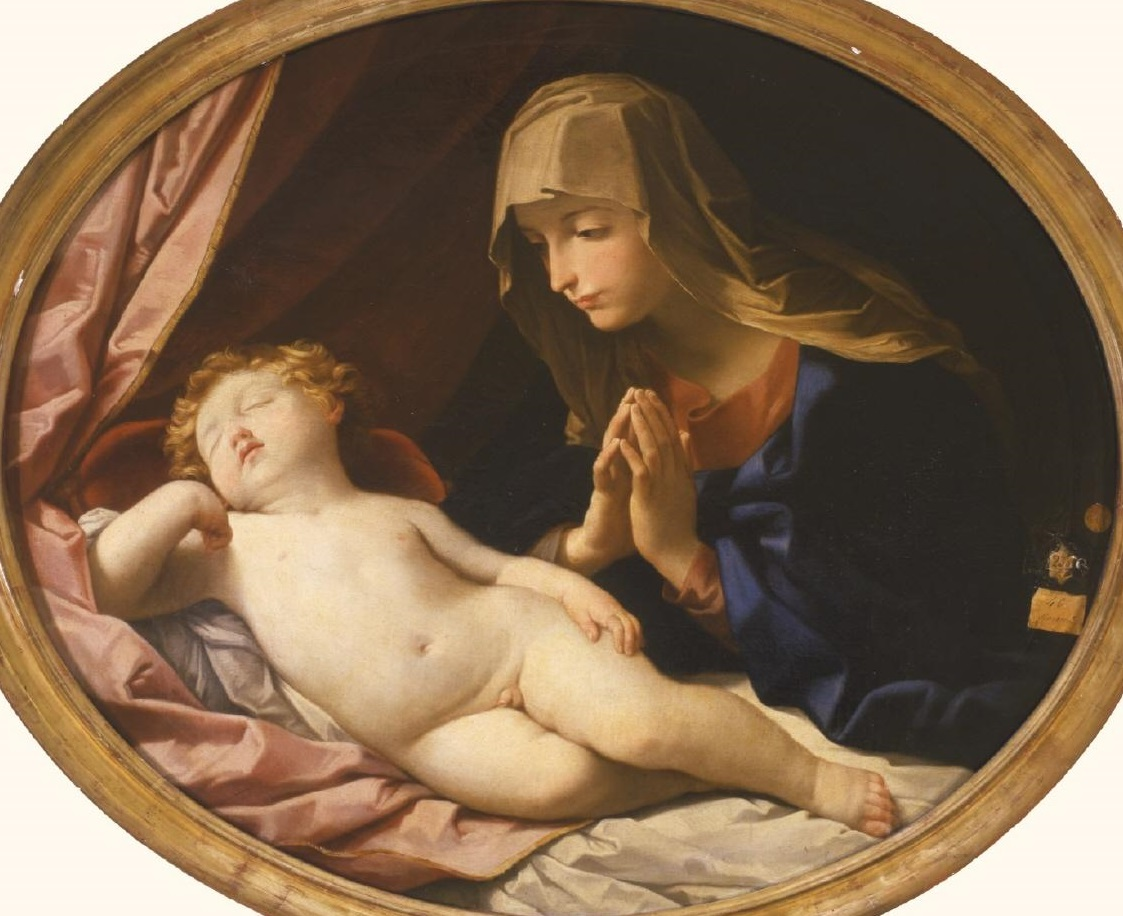
Мадонна с младенцем
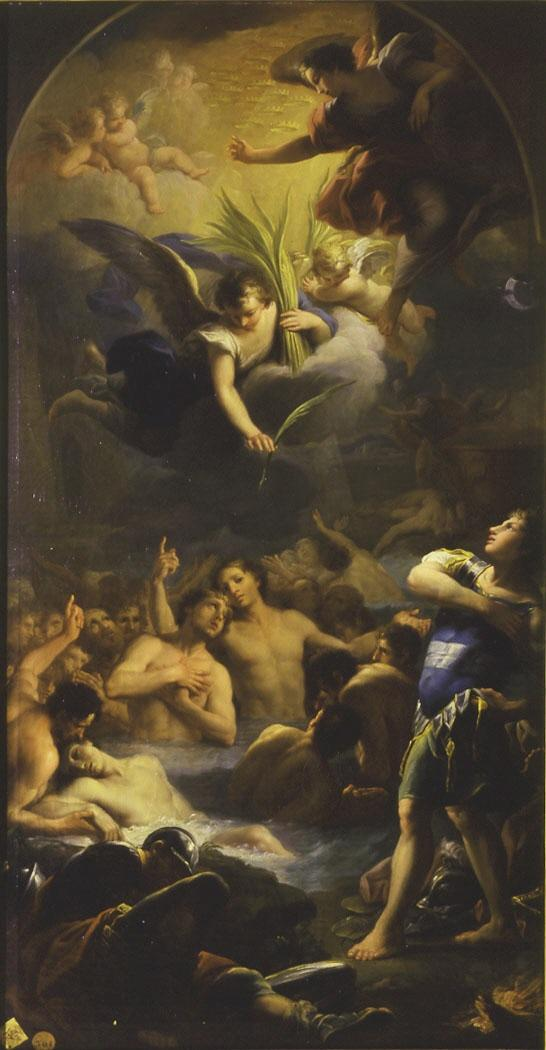
Мученичество святого Мелитона и 40 мучеников Севастийских
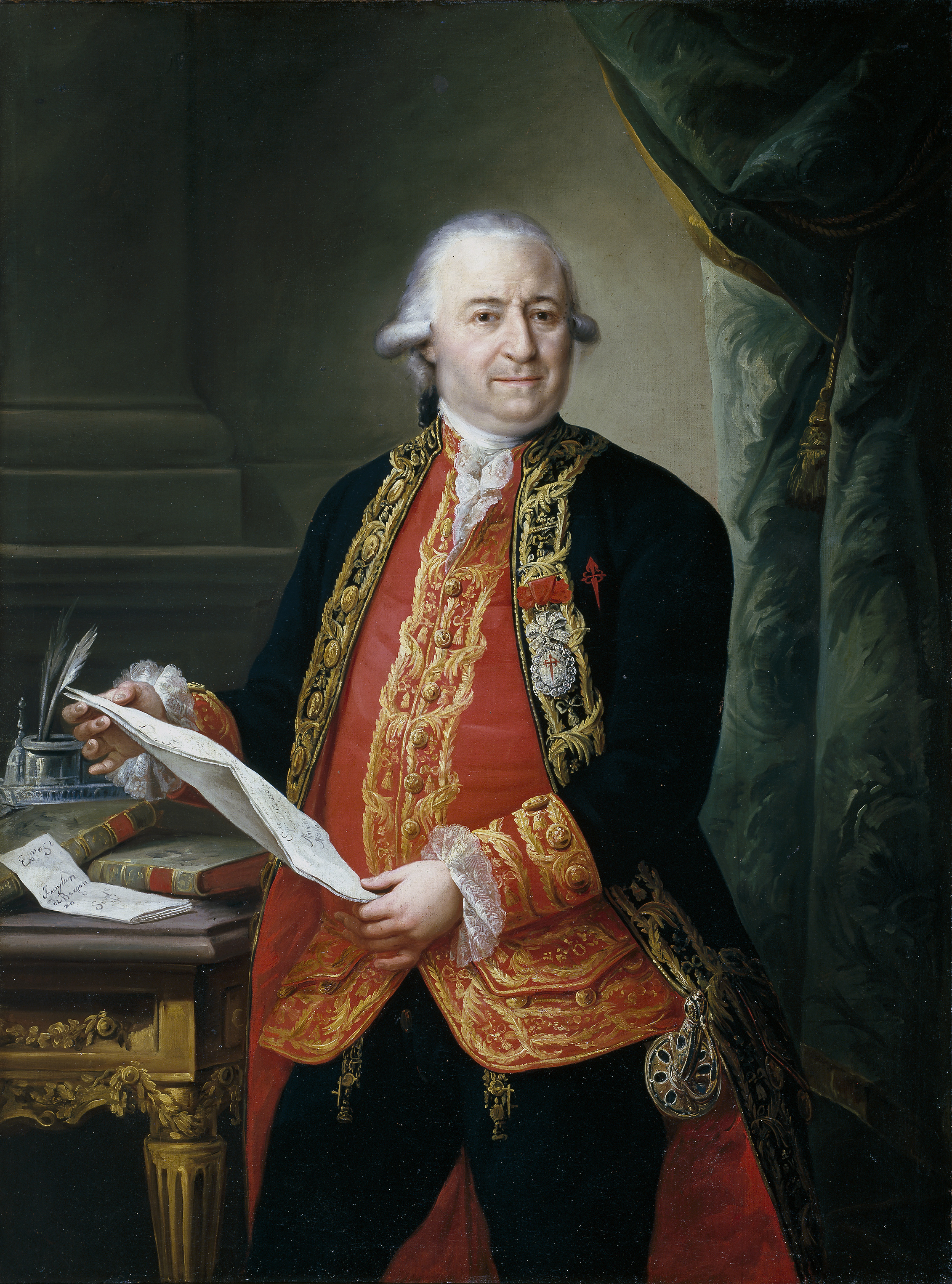
Портрет Педро Лопеса де Лерены
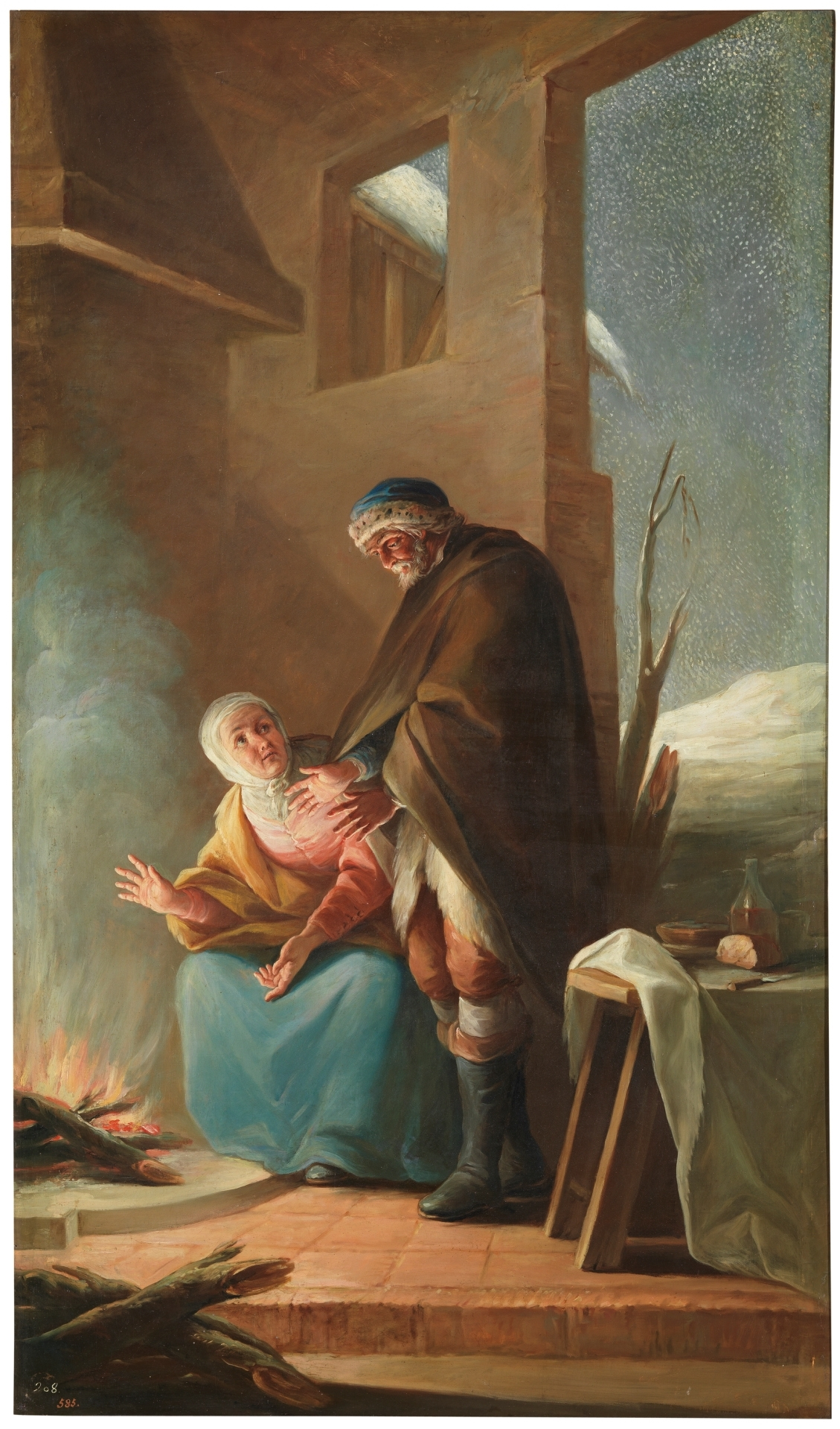
Аллегория Зимы